# Kim Jong Jang
Kim Jong Jang (Coreano: 김종양; Changwon, Corea del Sur; 30 de octubre de 1961) es un oficial de policía surcoreano. Entre 2018 y 2021 ocupó la presidencia de la Organización Internacional de Policía Criminal (INTERPOL). Accedió en primera instancia al cargo de manera interna tras la detención y destitución de su predecesor, Meng Hongwei.
Se licenció en Administración de Empresas en la Universidad de Corea y realizó cursos superiores, referentes a la Administración pública y a la Administración de la policía en la Universidad Nacional de Seúl y en la Universidad Dongguk, respectivamente. Después de superar las oposiciones, en 1992 comenzó a trabajar como oficial de policía. Pasó a ser jefe de la policía de la Provincia de Gyeongsang del Sur, y posteriormente superior de las parcelas de seguridad, economía y relaciones interprovinciales.
En noviembre de 2012 entró en el Comité Ejecutivo de la INTERPOL, llegando a ser destinado, desde noviembre de 2015 hasta octubre de 2018, tras las acusaciones contra el presidente Meng Hongwei, como vicepresidente del organismo encargado de los asuntos en el continente asiático.
Tras desempeñarlo el mando de la INTERPOL funciones, en la reunión que la organización celebró en Dubái del 18 al 21 de noviembre de 2018, fue elegido como nuevo presidente formalmente. Fue sucedido en noviembre de 2021 por el general emiratí Ahmed Naser Al-Raisi.